# Norman Sylvester Hayner
Norman Sylvester Hayner (* 15. Mai 1896 in Peking; † Mai 1977 im King County (Washington)) war ein US-amerikanischer Soziologe und Kriminologe. Er zählt zur Chicagoer Schule der Soziologie.
Hayners Eltern waren Missionare in China, als er geboren wurde. 1920 legte er das Bachelor-Examen an der Universität von Washington in Seattle ab. Danach ging er an die Universität von Chicago, wo er 1923 zum Ph.D. promoviert wurde. Seine Dissertationsschrift The Hotel. The Sociology of Hotel Life zählt zu den bekannten empirischen Untersuchungen der Chicagoer Schule. Hayner war von 1925 bis 1968 Professor für Soziologie an der Universität von Washington. Seine Lehre und Forschung galt den Themen Jugenddelinquenz, Strafrecht, Kriminologie und Familiensoziologie.
Hayner war ab 1939 Gründer und Leiter der Pacific Northwest Conference on Family Relations und ab 1968 Mitglied des Mental Health and Mental Retardation Council.

## Schriften (Auswahl)
- The Hotel. The Sociology of Hotel Life, University of Chicago, Department of Sociology, Chicago 1923.
  - Hotel life. University of North Carolina Press, Chapel Hill 1936 (Neuauflage der Dissertationsschrift); weitere Neuauflage: McGrath Pub. Co., College Park (Maryland) 1969.
- The prison as a community. American sociological Society, Menasha 1940 (mit Ellis Ash).
- Juvenile delinquency and urban areas. A study of rates of delinquency in relation to differential characteristics of local communities in American cities.  University of Chicago Press, Chicago 1942 (mit Clifford R. Shaw, Henry D. MacKay und anderen).
- New patterns in old Mexico. A study of town and metropolis. College & University Press, New Haven 1966.